# Kamen Rider (franquia)
Kamen Rider (仮面ライダー, Kamen Raidā) é uma franquia televisiva e cinematográfica do gênero tokusatsu criada no Japão pelo mangaká Shotaro Ishinomori e produzida pela Toei Company. A franquia teve início em 1971 com a série Kamen Rider, que foi derivada do mangá de mesmo nome. Ao longo dos anos, a popularidade da série cresceu a ponto dela gerar várias sequências e spin-offs tanto na televisão quanto no cinema, além do mercado direto-para-vídeo (OVA). Duas dessas séries (Kamen Rider Black RX e Kamen Rider Ryuki) foram adaptadas para a televisão norte-americana com os nomes de Masked Rider e Kamen Rider: Dragon Knight (Kamen Rider: O Cavaleiro Dragão no Brasil). Nos anos 2000, a franquia começou a ser exibida juntamente com as séries Super Sentai no bloco que ficou conhecido como "Super Hero Time".

## História
A criação de Kamen Rider teve sua origem no personagem Skull Man, criado por Shotaro Ishinomori com a finalidade de ser o protagonista de uma série televisiva. Após mais de 100 páginas escritas, executivos da TV japonesa pediram por tantas mudanças que Ishinomori teve que criar um novo personagem no lugar: Kamen Rider (Motoqueiro Mascarado em português). A série de TV estreou em 3 de abril de 1971 e o mangá em 1º de junho de 1972. Com o sucesso da série original (Kamen Rider, que durou 98 episódios), os produtores da Toei Company lançaram uma outra série nos mesmos moldes, Kamen Rider V3, que foi igualmente bem sucedida. A ótima aceitação acabou gerando uma franquia e um gênero de sucesso no Japão. Tal como aconteceu com Ultraman, também produzido no Japão, Kamen Rider acabou por ter várias continuações.
As histórias das primeiras séries sempre mostravam um jovem capaz de se transformar em um herói ciborgue mutante (kaizo ningen) com visual geralmente baseado num inseto (geralmente num gafanhoto) que enfrenta alguma organização maligna que pretende dominar a Terra. Nas séries mais recentes (Kamen Rider Agito em diante), vários Riders surgem ao mesmo tempo, e lutas entre eles se tornaram comuns. Os novos Riders deixaram de ser ciborgues e alguns deles não são exatamente heróis, além da caracterização dos vilões ser mais elaborada, fugindo do estereótipo do "Império do Mal" e ganhando ares de mistério. As novas histórias são ricas em drama, mistérios e reviravoltas, sendo que muitas vezes a série termina de maneira totalmente diferente do que começou e, às vezes, nem há final feliz (como no caso de Kamen Rider Blade, por exemplo). Além disso, podem ser observadas diversas características novas no gênero Kamen Rider, como a utilização de artefatos para a transformação (como as Gaia Memories de Kamen Rider W) e a introdução de armas e equipamentos altamente tecnológicos a serviço dos Riders.

## Exibição lusófona

### Brasil
No Brasil, apenas duas séries originais do gênero foram exibidas, Kamen Rider Black e Kamen Rider Black RX, ambas pela extinta Rede Manchete durante a década de 1990.
Em 1996, com a estreia do canal Fox Kids no Brasil, foi exibida Masked Rider (adaptação de Kamen Rider Black RX), que também chegou a ser mostrada pela Rede Globo.
Em 2009, Kamen Rider: Dragon Knight (Kamen Rider: O Cavaleiro Dragão no Brasil), a adaptação norte-americana de Kamen Rider Ryuki, foi exibida pela Rede Globo no bloco TV Globinho. A série estreou nos Estados Unidos em 3 de janeiro de 2009 e em 29 de junho do mesmo ano no Brasil.
Kamen Rider Decade nunca foi ao ar no Brasil, mas foi dublada em alguns episódios com a participação de Figueira Jr. e Charles Emmanuel dublando Kamen Rider Kiva e Kamen Rider Ryuki, como também outros dubladores gravando na GMS Studio em São Paulo.
Em junho de 2020, foi anunciado que existem negociações para trazer Kamen Rider Black de volta ao Brasil através do serviço de streaming Amazon Prime.
No dia 8 de outubro de 2020 estreou a serie Kamen Rider Zi-O  e Black Kamen Rider na Amazon Prime.
A partir do dia 16 de janeiro de 2021, A Toei Company ira colocar series da franquia Kamen Rider no seu canal ocidental no YouTube, o Toei Tokusatsu World Official, irá disponibilizar episódios das séries Kamen Rider, em comemoração aos 50 anos da franquia criada pelo mangaká Shotaro Ishinomori (1938~1998). Serão disponibilizados dois episódios por série e com legendas em inglês. Dependendo da região, alguma série ou outra pode ficar indisponível.
No dia 1 de Dezembro 2021. A Sato Company , Anunciou que a primeira serie a lancada de Kamen Rider, Após adquirir os direitos de toda a franquia junto a Toei, Será Kamen Rider Kuuga. 
No dia 2 de Janeiro 2022. A Sato Company divulgou neste sábado (1º) seu vídeo de Ano Novo com cenas das séries Kamen Rider. São citadas as séries Kamen Rider Black (1987), Kamen Rider Black RX (1988), Kamen Rider Kuuga (2000), Kamen Rider Agito (2001), Kamen Rider Ryuki (2002), Kamen Rider 555 (Faiz, 2003), Kamen Rider Blade (2004), Kamen Rider Hibiki (2005), Kamen Rider Kabuto (2006), Kamen Rider Den-O (2007), Kamen Rider Build (2017), Kamen Rider Zi-O (2018), Kamen Rider Zero-One (2019). 
No dia 7 de novembro de 2023, foi divulgado que a série Kamen Rider Build será dublada, tendo nomes como Alex Morales, Ricardo Campos e dentre outros. Além disso, o Youtuber Danilo Modolo do canal TokuDoc; um dos maiores canais de Tokusatsu do Brasil, será um dos consultores, ao lado do tradutor/revisor Gustavo Iracema.
No dia 19 de Novembro, os três primeiros episódios de Build estrearam na Sato Cinema, em São Paulo.

### Portugal
Em Portugal, não foram transmitidas quaisquer produções originais japonesas, apenas as adaptações norte-americanas.
Masked Rider, a adaptação de Kamen Rider Black RX, foi originalmente transmitida pela SIC, estreando em 1997, e foi repetida pela 2:, a partir de setembro de 2003, pela RTP Madeira, a partir de 2 de fevereiro de 2004, e pela RTP Açores, a partir de 2004.
Kamen Rider: Dragon Knight, a adaptação de Kamen Rider Ryuki, estreou pela RTP2 no dia 26 de novembro de 2009. A série também foi transmitida pelo Panda Biggs, a partir de 14 de junho de 2010.

## As séries[20]

### Período Showa
| Título Original                                                                | Exibição Original (Japão) | Série | Nº de Episódios |
| ------------------------------------------------------------------------------ | ------------------------- | ----- | --------------- |
| Kamen Rider Ichigo e Nigou                                                     | 3 de Abril de 1971        | 1ª    | 98 episódios    |
| Kamen Rider V3                                                                 | 17 de Fevereiro de 1973   | 2ª    | 52 episódios    |
| Kamen Rider X                                                                  | 16 de Fevereiro de 1974   | 3ª    | 35 episódios    |
| Kamen Rider Amazon                                                             | 19 de Outubro de 1974     | 4ª    | 24 episódios    |
| Kamen Rider Stronger                                                           | 5 de Abril de 1975        | 5ª    | 39 episódios    |
| Kamen Rider (Skyrider)                                                         | 5 de Outubro de 1979      | 6ª    | 54 episódios    |
| Kamen Rider Super-1                                                            | 17 de Outubro de 1980     | 7ª    | 48 episódios    |
| Jugo Tanjo! Kamen Rider Zen'in Shugo!! (Kamen Rider ZX - pronuncia-se Z Cross) | 3 de Janeiro de 1984      | -     | 1 episódio      |
| Kamen Rider Black                                                              | 4 de Outubro de 1987      | 8ª    | 51 episódios    |
| Kamen Rider Black RX                                                           | 23 de Outubro de 1988     | 9ª    | 47 episódios    |

### Período Heisei
| Título Original                 | Exibição Original (Japão) | Série | Nº de Episódios |
| ------------------------------- | ------------------------- | ----- | --------------- |
| Kamen Rider Kuuga               | 30 de Janeiro de 2000     | 10ª   | 49 episódios    |
| Kamen Rider Agito               | 28 de Janeiro de 2001     | 11ª   | 51 episódios    |
| Kamen Rider Ryuki               | 3 de Fevereiro de 2002    | 12ª   | 50 episódios    |
| Kamen Rider 555 (Faiz)          | 26 de Janeiro de 2003     | 13ª   | 50 episódios    |
| Kamen Rider Blade               | 25 de Janeiro de 2004     | 14ª   | 49 episódios    |
| Kamen Rider Hibiki              | 30 de Janeiro de 2005     | 15ª   | 48 episódios    |
| Kamen Rider Kabuto              | 29 de Janeiro de 2006     | 16ª   | 49 episódios    |
| Kamen Rider Den-O               | 28 de Janeiro de 2007     | 17ª   | 49 episódios    |
| Kamen Rider Kiva                | 27 de Janeiro de 2008     | 18ª   | 48 episódios    |
| Kamen Rider Decade              | 25 de Janeiro de 2009     | 19ª   | 31 episódios    |
| Kamen Rider Double (W)          | 6 de Setembro de 2009     | 20ª   | 49 episódios    |
| Kamen Rider OOO                 | 5 de Setembro de 2010     | 21ª   | 48 episódios    |
| Kamen Rider Fourze              | 4 de Setembro de 2011     | 22ª   | 48 episódios    |
| Kamen Rider Wizard              | 2 de Setembro de 2012     | 23ª   | 53 episódios    |
| Kamen Rider Gaim                | 6 de Outubro de 2013      | 24ª   | 47 episódios    |
| Kamen Rider Drive               | 5 de Outubro de 2014      | 25ª   | 48 episódios    |
| Kamen Rider Ghost               | 4 de Outubro de 2015      | 26ª   | 50 episódios    |
| Kamen Rider Amazons (web-drama) | 1 de Abril de 2016        | EX    | 26 episódios    |
| Kamen Rider Ex-Aid              | 2 de Outubro de 2016      | 27ª   | 45 episódios    |
| Kamen Rider Build               | 3 de Setembro de 2017     | 28ª   | 49 episódios    |
| Kamen Rider Zi-O                | 2 de Setembro de 2018     | 29ª   | 49 episódios    |

### Período Reiwa
| Título Original                | Exibição Original (Japão) | Série | Nº de Episódios |
| ------------------------------ | ------------------------- | ----- | --------------- |
| Kamen Rider Zero-One           | 1 de Setembro de 2019     | 30ª   | 45 episodios    |
| Kamen Rider Saber              | 6 de Setembro de 2020     | 31ª   | 49 episodios    |
| Kamen Rider Revice             | 5 de setembro de 2021     | 32ª   | 50 episodios    |
| Kamen Rider Geats              | 4 de setembro de 2022     | 33ª   | 49 episodios    |
| Kamen Rider Black Sun (reboot) | 28 de outubro de 2022     | EX    | 10 episodios    |
| Kamen Rider Gotchard           | 3 de setembro de 2023     | 34ª   | 50 episodios    |
| Kamen Rider Gavv               | 1 de setembro de 2024     | 35ª   | 50 episodios    |
| Kamen Rider Zeztz              | 7 de setembro de 2025     | 36ª   | -               |

## Filmes originais
| Título Original            | Exibição Original (Japão) | Duração     | Observações                                        |
| -------------------------- | ------------------------- | ----------- | -------------------------------------------------- |
| Shin Kamen Rider: Prologue | 20 de Fevereiro de 1992   | 88 minutos  | Direto para vídeo (OVA)                            |
| Kamen Rider ZO (Zetto Ou)  | 17 de Abril de 1993       | 48 minutos  | Exibido no festival Toei Super Hero Fair 93        |
| Kamen Rider J              | 16 de Abril de 1994       | 47 minutos  | Exibido no festival Toei Super Hero Fair 94        |
| Kamen Rider The First      | 5 de Dezembro de 2005     | 90 minutos  | Reboot da série original                           |
| Kamen Rider The Next       | 27 de Outubro de 2007     | 93 minutos  | Continuação de The First                           |
| Shin Kamen Rider           | 18 de Março de 2023       | 121 minutos | Relançamento do Kamen Rider trazendo Takeshi Hongo |

## Adaptações americanas
Estas séries americanas são adaptações das séries originais da franquia japonesa. A primeira adaptação, produzida pela Saban, foi Masked Rider, adaptação de Kamen Rider Black RX. Quatorze anos depois, a Adness Entertainment adaptou outra série da franquia, Kamen Rider Ryuki, que deu origem a Kamen Rider: Dragon Knight.
| Título original            | Adaptação de                                                                   | Exibição original (EUA) | Número de episódios |
| -------------------------- | ------------------------------------------------------------------------------ | ----------------------- | ------------------- |
| Masked Rider               | Kamen Rider Black RX e algumas cenas dos filmes Kamen Rider ZO e Kamen Rider J | 16 de Setembro de 1995  | 40 episódios        |
| Kamen Rider: Dragon Knight | Kamen Rider Ryuki                                                              | 3 de Janeiro de 2009    | 40 episódios        |

## Anime

### Kamen Rider W
Fuuto PI (風 都 探 偵, Fūto Tantei) é uma sequência de mangá que foi serializada na revista semanal Big Comic Spirits desde 7 de agosto de 2017. Riku Sanjo, o principal escritor da série original, foi o responsável pelos roteiros do mangá, Masaki Sato desenhou o mangá, o produtor da Toei Hideaki Tsukada supervisionou o mangá e Katsuya Terada foi creditado pelos designs de criaturas.
Uma adaptação para anime celebra o 50º aniversário da série Kamen Rider e está programado para lançamento no verão de 2022. A série será transmitida em inglês pela Funimation.
A história de Fuuto PI se passa após Kamen Rider W Returns: Kamen Rider Accel, ocorrendo entre os eventos de Kamen Rider OOO e Kamen Rider Fourze. Atualmente está em exibição e também ganha dublagem, terceira franquia Kamen Rider ter exibição com dublagem depois de Black e RX.

## Mangá
No Brasil, a NewPop anunciou ao vivo em seu evento NewPop Week, no dia 26 de janeiro de 2021, que iria publicar a o mangá da série original, Kamen Rider, em uma coleção em três volumes, e a série Black, também em três volumes e ambas com lançamento previsto ainda para tal ano. Em 25 de maio de 2021, em vídeo publicado no Canal TokuDoc no Youtube, foi a vez do mangá de Kamen Raider Kuuga ser anunciado pela Editora JBC, também para 2021.